# Рітген
Рітген (нім. Riethgen) — громада в Німеччині, розташована в землі Тюрингія. Входить до складу району Земмерда. Складова частина об'єднання громад Кіндельбрюк.
Площа — 6,77 км2. Населення становить Невірний параметр metadata 16 068 043 ос. (станом на 31 грудня 2021).

## Галерея

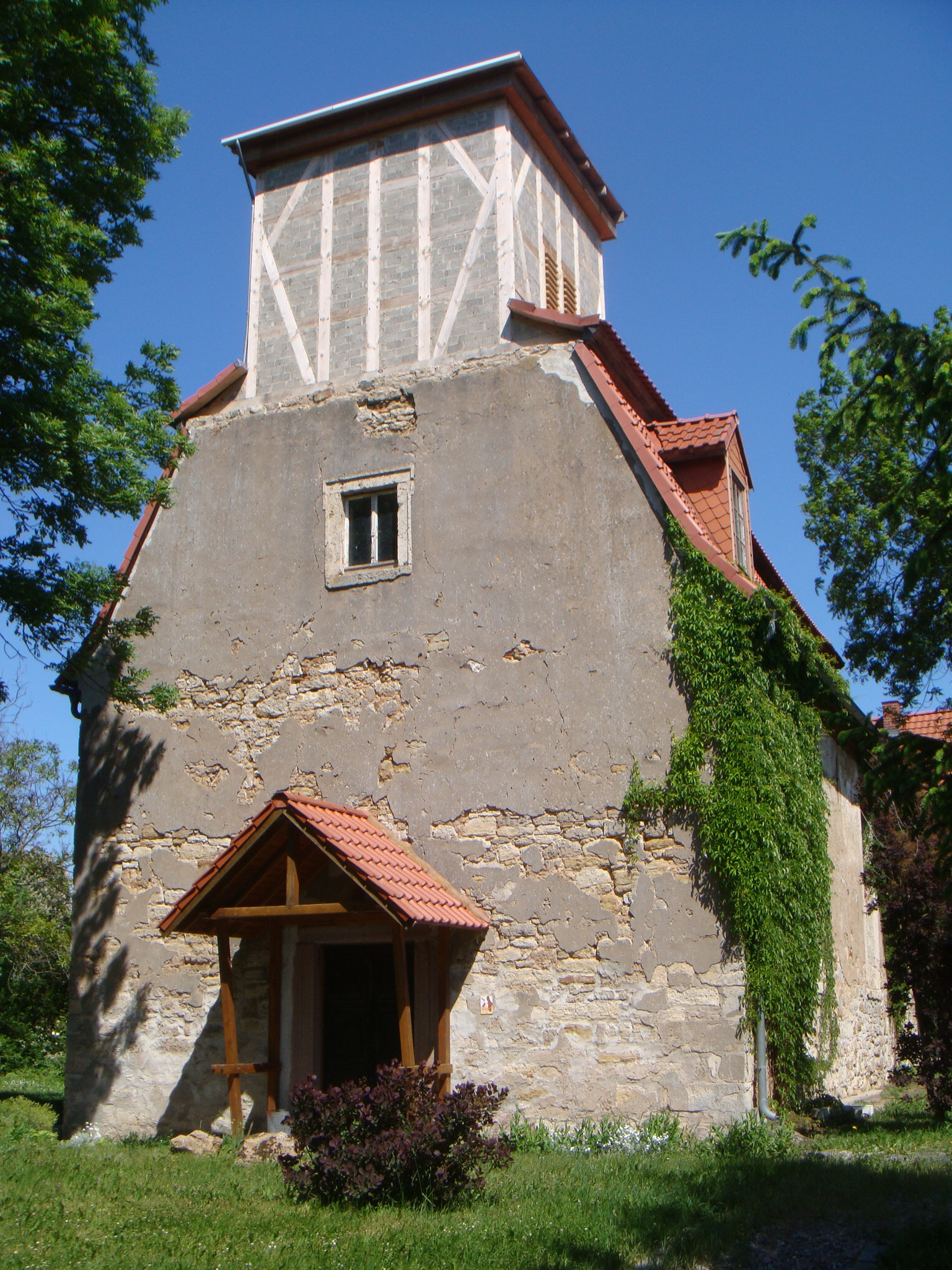